# Keith-Denkmal (Berlin)

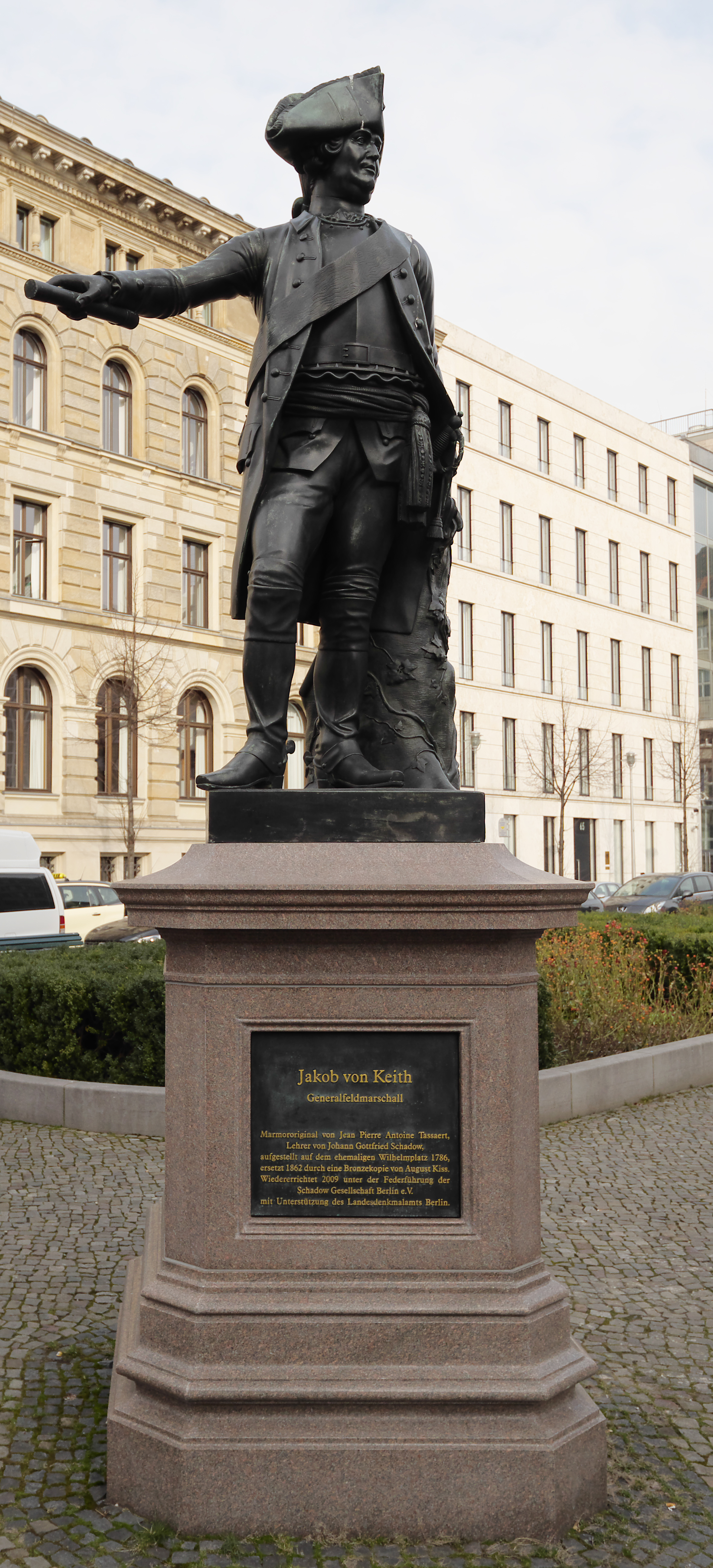
Keith-Denkmal auf dem Zietenplatz

Das Keith-Denkmal auf dem Zietenplatz im Berliner Ortsteil Mitte erinnert an den schottisch-preußischen Feldmarschall Jakob von Keith (1696–1758). Es gehört zu einem Ensemble von Denkmälern, die Friedrich der Große für die Generäle der Schlesischen Kriege ab 1769 auf dem Wilhelmplatz errichten ließ, und zu den Meisterwerken der Berliner Bildhauerschule.

## Geschichte und Beschreibung
Friedrich der Große ließ ab 1769 ein Ensemble von schließlich insgesamt sechs Denkmälern für die Generäle der Schlesischen Kriege auf dem Wilhelmplatz errichten, wozu auch ein Standbild für Jakob von Keith an der Südostecke gehörte. Das Marmororiginal wurde 1786 von Jean Pierre Antoine Tassaert im Stil des Klassizismus geschaffen. Es zeigt Feldmarschall von Keith in friderizianischer Uniform an einem Baumstumpf stehend, mit der linken Hand zwei Handschuhe und mit der rechten Hand einen Marschallstab haltend. Die Skulptur steht seit 1904 in der Kleinen Kuppelhalle des heutigen Bode-Museums.
Die Bronzekopie wurde 1862 von August Kiß hergestellt, als die Stadtverwaltung die Marmorfassungen durch Bronzefassungen ersetzen ließ. Nachdem die Plastik bei der Umgestaltung des Wilhelmplatzes 1936 an die Ostseite versetzt, im Zweiten Weltkrieg eingelagert und zur 750-Jahr-Feier der Stadt 1987 im heutigen Lustgarten ausgestellt worden war, steht sie auf Initiative der Schadow-Gesellschaft seit 2009 auf dem Zietenplatz. Beide Fassungen des Keith-Denkmals zählen zu den Meisterwerken der Berliner Bildhauerschule.
Eine Replik der Berliner Statue befindet sich im schottischen Peterhead als Geschenk König Wilhelms I. von Preußen an die Geburtsstadt eines der erfolgreichsten Generäle Preußens. Das Denkmal wurde am 2. August 1868 errichtet. Es befindet sich heute (2020) in einem vernachlässigten Zustand, die Sporen an den Stiefeln der Figur sind abmontiert, und die Plinthe ist durch Vandalismus beschädigt. Bemühungen von Seiten privater Sponsoren, Geld für eine Restaurierung der Statue aufzubringen und Denkmalschutzbehörden für die Sanierung zu motivieren, blieben bisher erfolglos.

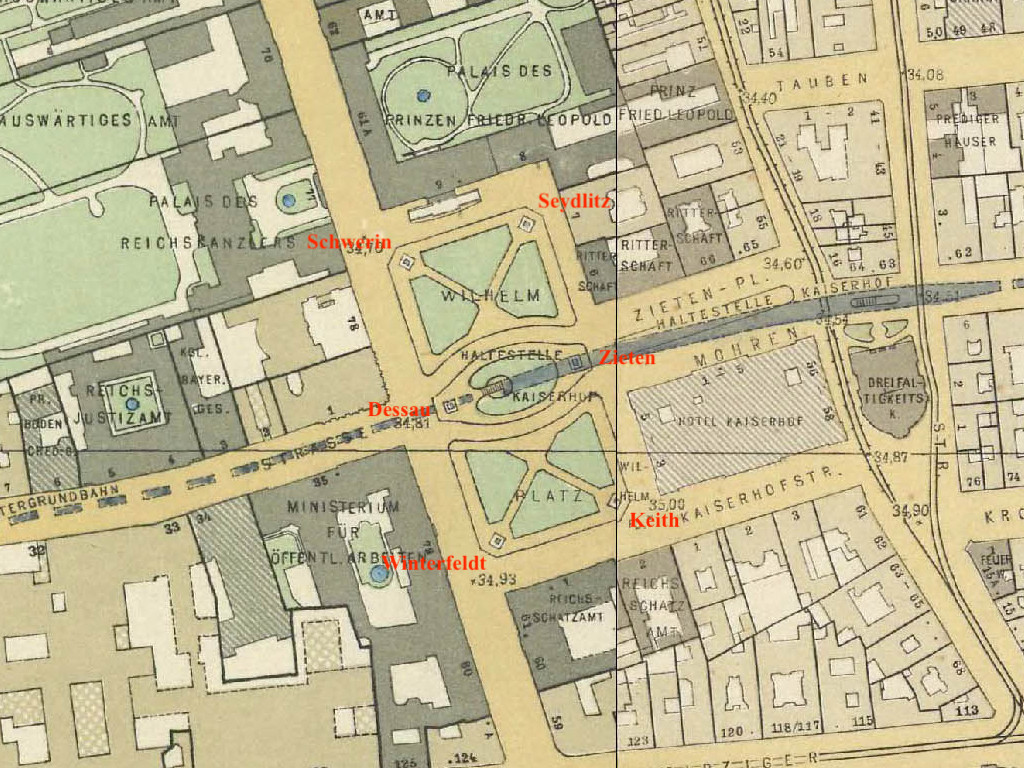
Ursprünglicher Standort, 1910
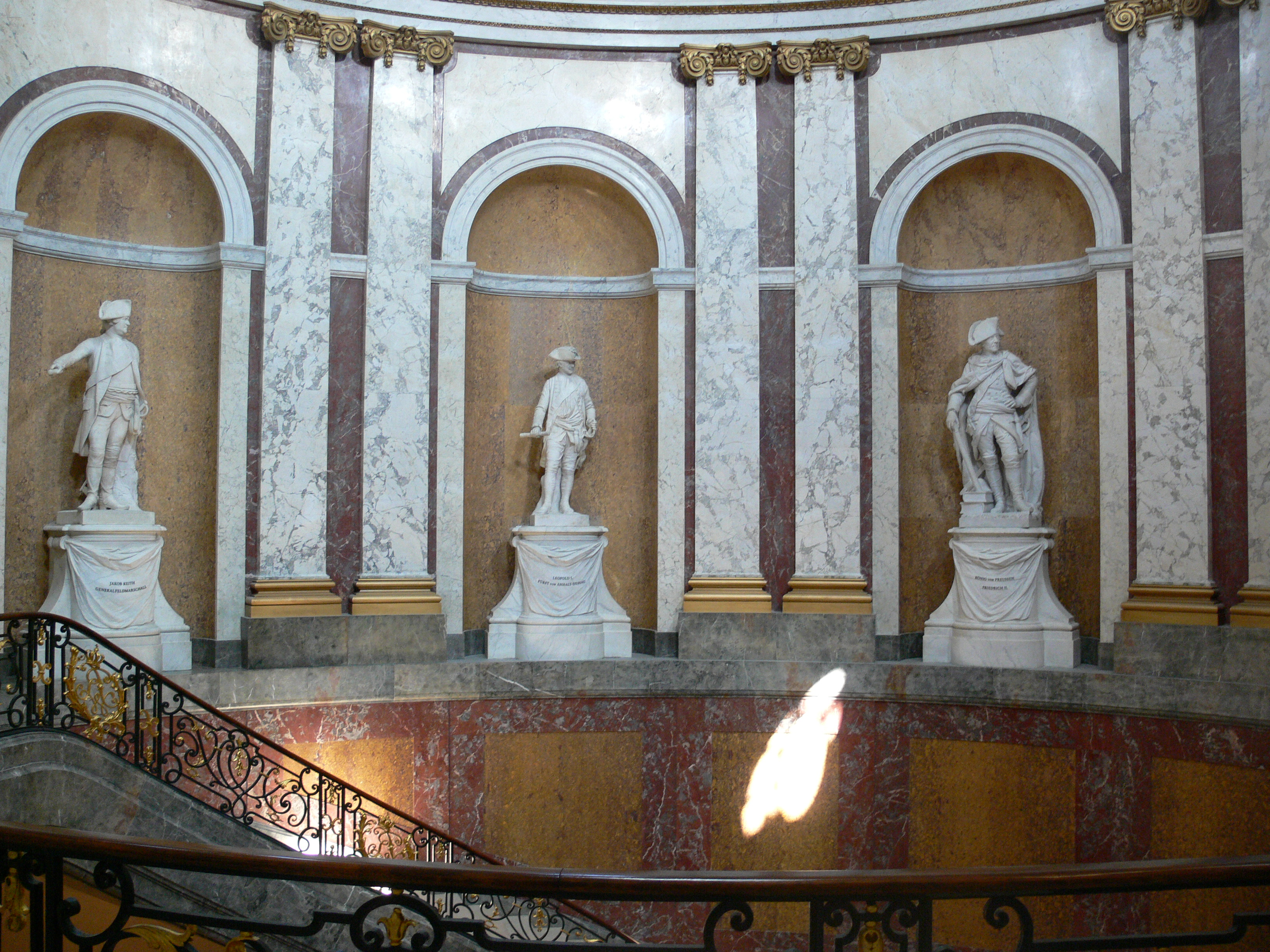
Marmororiginal (links) im Bode-Museum
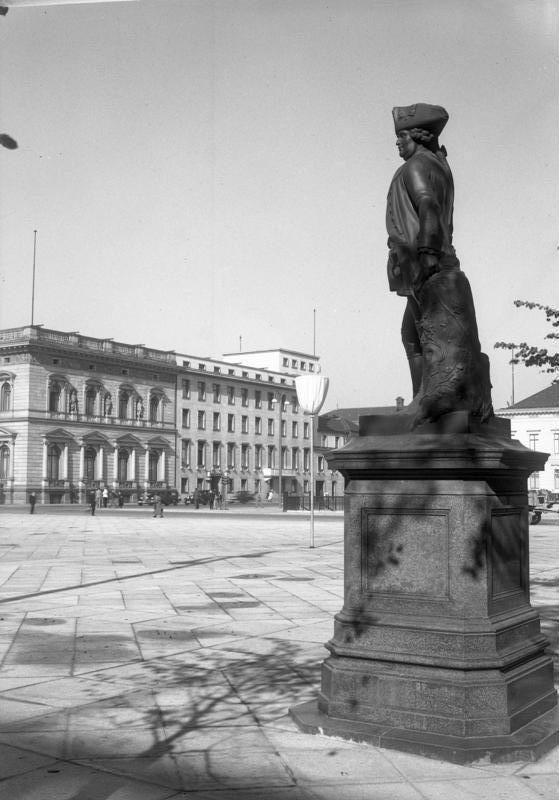
Bronzekopie auf dem Wilhelmplatz, nach 1936
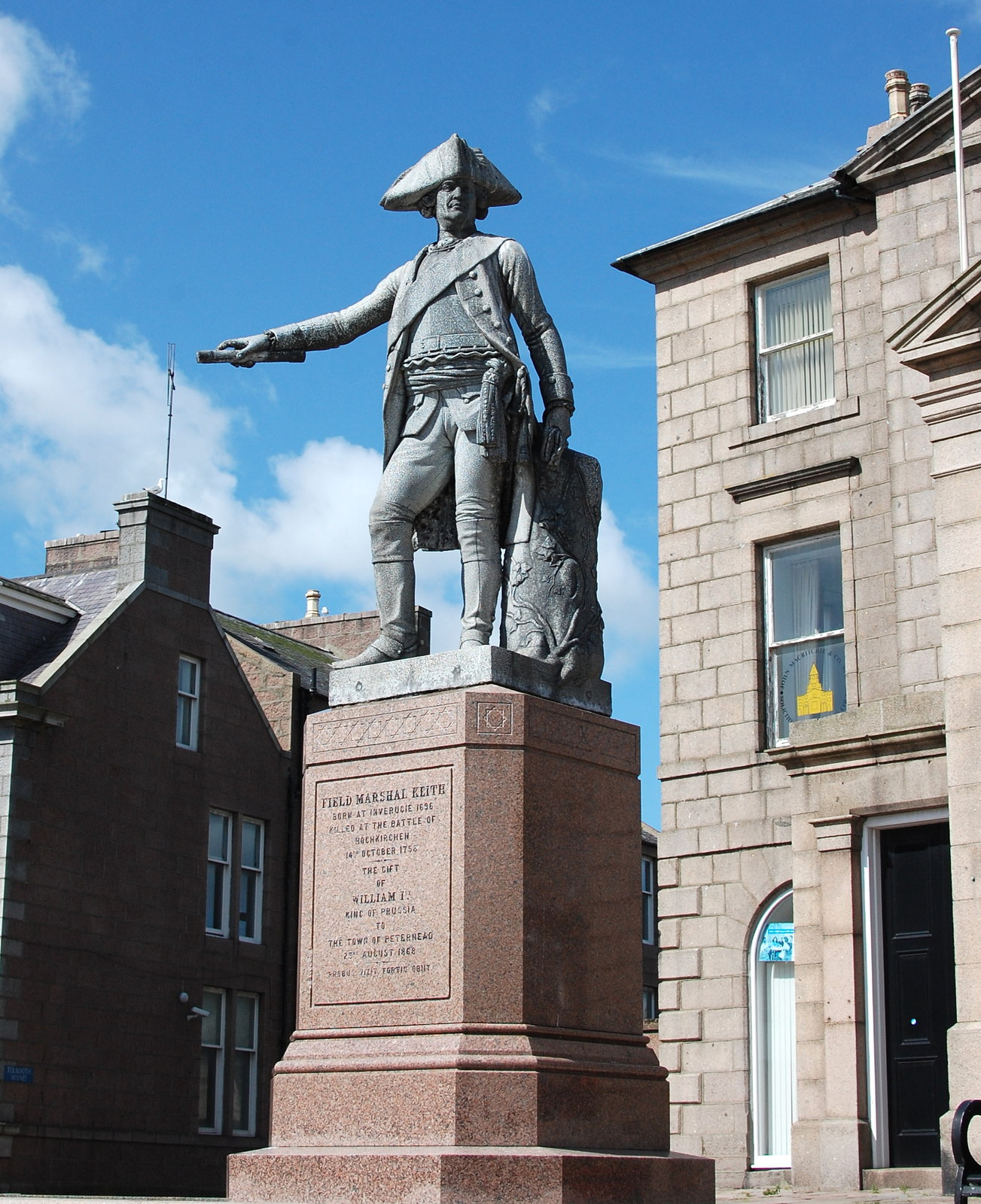
Bronzekopie in Peterhead